# Snap (låt)
Snap är en låt av den armeniska sångerskan Rosa Linn och släpptes den 19 mars 2022. Låten är skriven av Rosa Linn, tillsammans med Larzz Principato, Allie Crystal, Jeremy Dussolliet, Courtney Harrell, och Tamar Kaprelian och var Armeniens bidrag i Eurovision Song Contest 2022 i Turin.
Efter tävlingen blev låten viral på sociala medier-appen TikTok och nådde topp tio på topplistorna i Belgien, Frankrike, Island, Irland, Italien, Nederländerna, Norge, Sverige, Schweiz, Tyskland och Österrike. I slutet av augusti 2022 hade låten 114 miljoner spelningar på Spotify.

## Eurovision Song Contest
Armenien valde att välja ut sitt bidrag till Eurovision Song Contest 2022 internt. Kandidater som ryktades vara med i uttagningen var Athena Manoukian, Saro Gevorgyan, Kamil Show och Rosa Linn. I februari 2022 kom det påståenden om att Rosa Linn blivit utvald, men den 15 februari avfärdades detta av det armeniska sändningsföretaget AMPTV som angav att inget beslut ännu hade fattats. Den 11 mars 2022 tillkännagavs Rosa Linn vara Armeniens representant till tävlingen och "Snap" släpptes den 19 mars 2022.
Låten tävlade i den första semifinalen där den slutade på en femte plats med 187 poäng och gick därmed vidare till finalen. I finalen slutade låten på en tjugonde plats med 61 poäng.